# Jacquette Löwenhielm

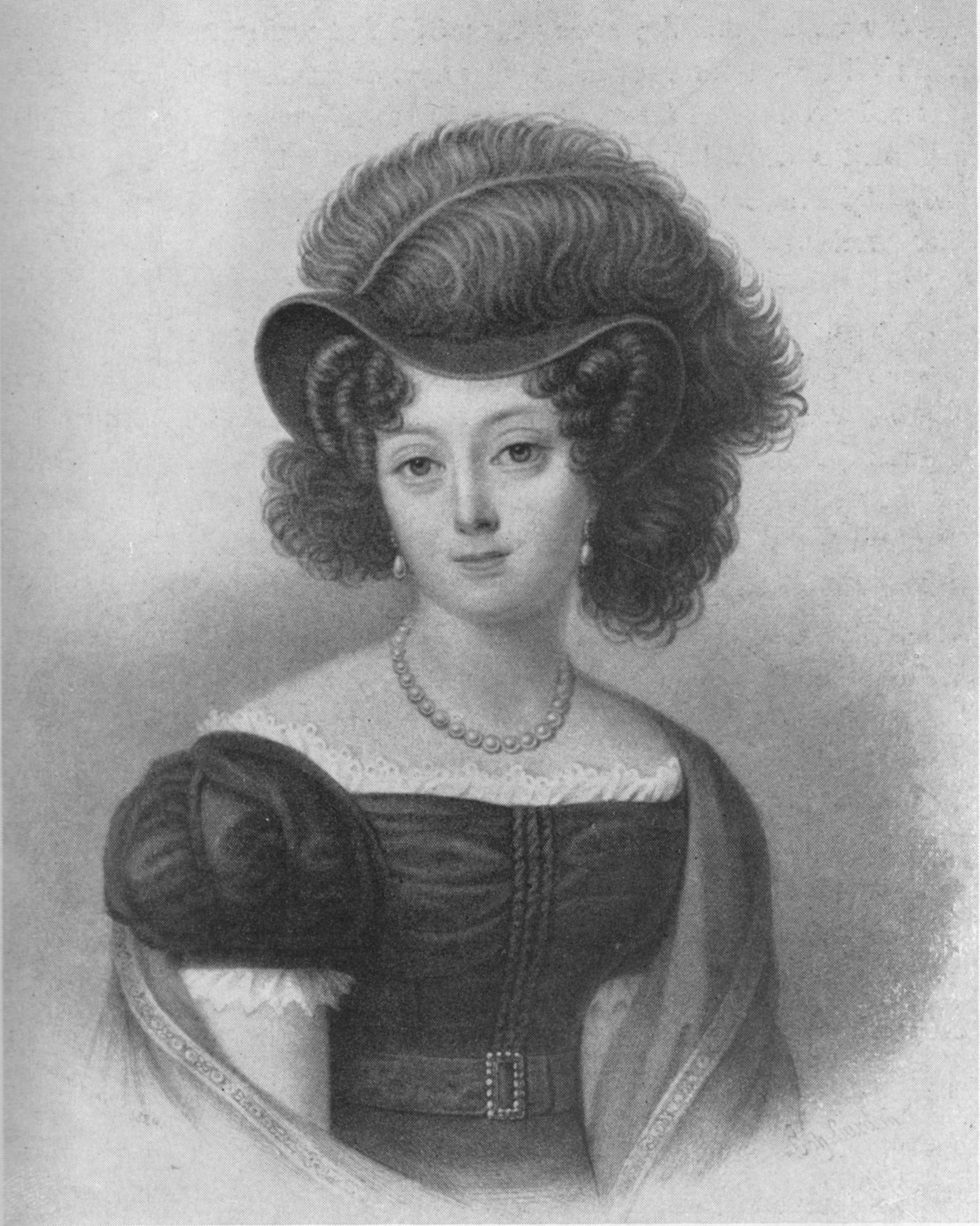
Jacquette Löwenhielm

Gräfin Jacquette Löwenhielm (geboren als Gräfin Gustava Charlotta Jaquette Aurora Gyldenstolpe; * 4. Juli 1797 in Stockholm; † 7. Januar 1839 in Konstantinopel) war eine schwedische Adlige und Mätresse des Kronprinzen und späteren König Oskar I. von Schweden und Norwegen.

## Leben
Jaquette war eine Tochter des Generalmajors Nils Wexionius, 5. Graf Gyldenstolpe (1768–1844), und dessen Frau, der Baroness Charlotta Aurora De Geer (1779–1834).
Sie war seit dem 18. September 1817 mit dem späteren Generalleutnant Graf Karl Gustav Löwenhielm (1790–1839) verheiratet. Der damalige Kronprinz Oskar (1799–1859) machte Gräfin Jaquette 1819 zu seiner Mätresse, was sie – mit Billigung ihres Mannes – vier Jahre lang blieb. Aus der Beziehung mit dem schwedischen Prinzen ging eine Tochter, Oskaria (* 1819), hervor. Das Kind wurde zu Pflegeeltern gegeben, die es später adoptierten. Nach Oskars Heirat im Jahre 1823 mit der Prinzessin Joséphine von Leuchtenberg (1807–1876) wurde die Liaison beendet.
Die Ehe von Gräfin Löwenhielm wurde im Jahre 1829 geschieden. Am 21. August 1838 ging sie eine erneute Verbindung mit dem finnischen Baron Uno von Troil (1803–1858) ein. Das Paar zog in die Türkei, da ihr Mann einen diplomatischen Posten in Konstantinopel erhielt.